# Ужичка нахија
Ужичка нахија била је нахија у османском Смедервском санџаку, а потом у ослобођеној, односно устаничкој Србији и Кнежевини Србији. Састојала се од кнежина Рујно и Црна гора.  По попису 1818. Ужичка нахија имала је укупно 121 сеоско насеље и једно варошко насеље. У кнежини Црна гора били су варош Ужице и 64 села на простору северно и северозападно од Ужица. У кнежини Рујно било је укупно 57 села, која су се простирала на десној обали Ђетиње, у околини Ариља и на златиборској висоравни. 
Краће време од 1820. до 1825. посебна административна и пореска целина била је варош Ужице са асовином (села Буар, Крчагово, Татинац и Дубоко).
Ужичка нахија налазила се на југозападном ободу Београдског пашалука. На њеним јужним и југозападним границама престала је и власт београдског везира и власт кнеза Милоша, а отпочињала подручје надлежности босанског везира.
Ужичка нахија остала је територијално непромењена све до укључивања варошице Пожеге у њен састав 1832. године.
По припајању шест нахија Кнежевини Србији дошло је до њеног новог проширења, а њен назив промењен је у Ужичка и старовлашка нахија. Она је имала четири капетаније (среза): Рујно, Црна гора, Моравичка капетанија и Даићка капетанија. Ужичка и старовлашка нахија је већ у марту 1834. преименована у Ужичко окружје.